# Удивительная миссис Мейзел
«Удиви́тельная ми́ссис Ме́йзел» (англ. The Marvelous Mrs. Maisel) — американский исторический комедийно-драматический веб-сериал, созданный Эми Шерман-Палладино с Рэйчел Броснахэн в главной роли. Шерман-Палладино и её муж Дэниел Палладино являются исполнительными продюсерами сериала. Пилотный эпизод сериала был показан 17 марта 2017 года как часть весенней серии пилотов Amazon Video; он получил положительные отзывы критиков, и сериал получил заказ сразу на два сезона 10 апреля того же года. Первый сезон был выпущен 29 ноября 2017 года.
Премьера третьего сезона сериала состоялась 6 декабря 2019 года.
Сериал получил признание критиков и множество наград, в том числе премию «Золотой глобус» в 2017 году и премию «Эмми» в 2018 году.
13 декабря 2019 года Amazon продлил сериал на четвёртый сезон, выходивший с 17 февраля по 11 марта 2022 года.
В 2023 году сериал завершился на пятом сезоне.

## Сюжет
Нью-Йорк, 1958 год. От домохозяйки Мириам «Мидж» Мейзел уходит муж Джоэл, заявив, что у него интрижка на стороне. Мидж отправляется за поддержкой к родителям, однако те лишь разочарованы выбором дочери спутника жизни. Тогда она идёт в клуб, где Джоэл по вечерам пытался выступать со стендапом (на самом деле лишь читал чужие шутки), и неожиданно её импровизированная речь имеет оглушительный успех. Так для Мидж начинается новая жизнь…

## В ролях

### Основной состав
- Рэйчел Броснахэн — Мириам «Мидж» Мейзел, домохозяйка. Открывает в себе талант к стендапу.
- Майкл Зеген — Джоэл Мейзел, муж Мириам. Бросает её ради секретарши Пенни Пенн.
- Алекс Борштейн — Сюзи Майерсон, сотрудница бара «Гаслайт» и менеджер Мидж
- Тони Шалуб — Эйб Вайсман, отец Мириам
- Марин Хинкл — Роуз Вайсман, мать Мириам

### Второстепенный состав
- Кевин Поллак — Мойше Мейзел, отец Джоэла
- Кэролайн Аарон — Ширли Мейзел, мать Джоэла
- Люк Кёрби — Ленни Брюс, известный комик
- Бэйли де Янг — Имоджен Клири, лучшая подруга Мириам
- Джоэл Джонстон — Арчи Клири, муж Имоджин и коллега Джоэла
- Брайан Тарантина — Джеки, ведущий в «Гаслайте»
- Холли Каррен — Пенни Пенн, бывший секретарь Джоэла и любовница
- Матильда Дауни — Зельда, домработница Вайсманов
- Синтия Дарлоу — Миссис Московиц, секретарь Джоэла и замена Пенни
- Нунцио и Маттео Паскале — Итан Мейзел, старший ребёнок Мидж и Джоэла
- Закари Ливай — доктор Бенджамин Эттенберг
- Уилл Брилл — Ной Вайсман, брат Мидж, тайный агент ЦРУ
- Джоанна Глушак — миссис О’Тул, супервайзер
- Джастин Лупе — Астрид, жена Ноя и невестка Мидж
- Джейн Линч — Софи Леннон, успешный комик
- Колби Минифи — Джинджер
- Меган Макгиннис — Лула
- Джек О’Коннелл — Джерри
- Эрин Дарк — Мэри
- Лилли Стейн — Вивиан
- Дэвид Блувбанд — Вергилий
- Патрик О'Нил — Оз
- Дэвид Пеймер — Гарри Дрейк, успешный менеджер комиков
- Брэндон Урановиц — Базз Голдберг, директор по развлечениям в Steiner Mountain Resort
- Джейкоб Кемп — Самюэль, помощник Вайсманса
- Джилл Абрамовиц — Стиви
- Барбара Малли — Голди, парикмахер
- Эндрю Полк — Фред, агент, с которым сотрудничает Сьюзи
- Мэри Теста — Дрина Романофф, экстрасенс
- Нолан Джерард Фанк — Джош, капитан спасателей на горнолыжном курорте
- Лора Дрейфусс — Дизи
- Тедди Колука — Мэнни, работник Maisel&Roth
- Джон Скурти — Ники
- Макс Казелла — Майкл Кесслер, адвокат Мидж и бывший активист
- Катрина Ленк[англ.] — Косма, экстрасенс
- Кристофер Фицджеральд — Бобби
- Лерой Макклейн — Шай Болдуин, певец
- Ванда Сайкс — Момс Мабли
- Стефани Сюй — Мей Лин

## Эпизоды
| Сезон | Сезон | Эпизоды | Оригинальная дата показа | Оригинальная дата показа |
| Сезон | Сезон | Эпизоды | Премьера сезона          | Финал сезона             |
| ----- | ----- | ------- | ------------------------ | ------------------------ |
|       | 1     | 8       | 17 марта 2017            | 29 ноября 2017           |
|       | 2     | 10      | 5 декабря 2018           | 5 декабря 2018           |
|       | 3     | 8       | 6 декабря 2019           | 6 декабря 2019           |
|       | 4     | 8       | 17 февраля 2022          | 11 марта 2022            |
|       | 5     | 9       | 14 апреля 2023           | 26 мая 2023              |

### Сезон 1 (2017)
| № общий | № в сезоне | Название                                                                             | Режиссёр             | Автор сценария       | Дата премьеры   |
| --- | ---------- | ------------------------------------------------------------------------------------ | -------------------- | -------------------- | --------------- |
| 1 | 1          | «Pilot» «Пилотная серия»                                                             | Эми Шерман-Палладино | Эми Шерман-Палладино | 17 марта 2017   |
| 1958 год, Манхэттен, Мириам "Мидж" Мейзел — молодая домохозяйка с верхнего Вест-Сайда, которая замужем уже четыре года. Она занимается воспитанием сына и дочери, всячески помогает своему мужу реализовать себя в качестве комика в баре «Газлайт». Её жизнь идеальна, но внезапно её муж заявляет о том, что уходит от неё к своей секретарше. Пьяная Мидж идёт в бар и обнаруживает, что она сама обладает ранее нереализованным талантом к комедии. Её арестовывают за то, что она показывает обнаженную грудь на сцене. Мидж оказывается в полицейской машине с Ленни Брюсом. Сьюзи выплачивает залог за Мидж, а Мидж выплачивает залог за Ленни Брюса. |            |                                                                                      |                      |                      |                 |
| 2 | 2          | «I live in a big house on the hill» «Я живу в большом доме на холме»                 | Эми Шерман-Палладино | Эми Шерман-Палладино | 28 октября 2017 |
| Джоэл рассказывает о том, что он уходит от Мидж, своему отцу. Родители Мидж и Джоэла недовольны расставанием. Чтобы разрядить обстановку, Мидж приглашает Джоэла, своих родителей и родителей Джоэла на ужин. Начинается ссора. Отец Джоэла говорит, что собирается выселить Мидж и детей из их квартиры. Раздраженная Мидж уходит с ужина и возвращается в «Газлайт», где она снова выступает, и её снова арестовывают. |            |                                                                                      |                      |                      |                 |
| 3 | 3          | «Because You Left» «Потому что ты нас бросил»                                        | Дэниэл Палладино     | Эми Шерман-Палладино | 28 октября 2017 |
| Мидж снова в тюрьме, но Ленни Брюс помогает ей. Родители Мидж, которые нянчились с детьми до поздней ночи, шокированы новой жизнью Мидж. Мидж и Сьюзи нанимают адвоката. Но Мидж ругается с судьей, и она вынуждена просить деньги у Джоэла, чтобы оплатить штраф. Между тем, отец Мидж навещает отца Джоэла, чтобы решить вопрос насчёт квартиры, где живёт Мидж и дети. Мидж и Ленни Брюсу посещают джаз-клуб Village Vanguard, где она снова выступает. Сьюзи приходит в Friars Club, чтобы поговорить с Гарри Греем о менеджменте. Джоэл просит Мириам дать их браку еще один шанс, но она отказывает ему. |            |                                                                                      |                      |                      |                 |
| 4 | 4          | «The Disappointment of the Dionne Quintuplets» «Разочарование пяти близнецов Дайонн» | Эми Шерман-Палладино | Эми Шерман-Палладино | 28 октября 2017 |
| Когда квартира Джоэла и Мидж выставляется на продажу, Мидж переезжает к родителям. Мидж берет сына, чтобы навестить Джоэла в его новой квартире, и обнаруживает, что он живёт с Пенни Пэнн, его секретаршей и любовницей. Мидж в ярости от того, что он живет почти такой же жизнью, как когда они были женаты. Сьюзи берет Мидж в магазин звукозаписи, чтобы купить подпольные комедийные записи. Сьюзи также берет Мидж в различные клубы, чтобы изучить других комедиантов, в том числе Red Skelton. Мидж хочет, чтобы она и Сьюзи были друзьями, но Сьюзи хочет только профессиональных отношений. Мидж хранит секрет своей карьеры от своей семьи, но когда она приходит домой особенно поздно, Эйб и Роуз злятся. Мириам решает устроиться на официальную работу. |            |                                                                                      |                      |                      |                 |
| 5 | 5          | «Doink» «Клоун»                                                                      | Эми Шерман-Палладино | Дэниэл Палладино     | 28 октября 2017 |
| Мидж устраивается на работу в торговом центре Альтман в косметологическом отделе. На выступлении в «Газлайт» шутки Мидж впервые не имеют успеха. Она нанимает комедийного автора Херба Смита, но выступление с использованием его шуток выходит еще хуже. Затем Мириам говорит Сьюзи, что она хочет бросить карьеру. Тем временем Джоэл берет Пенни Пэнн, на встречу с его родителями, которые очарованы, но считают, что она не пара для Джоэла. Мидж посещает вечеринку своих друзей по работе и развлекает гостей смешной импровизацией о своей жизни. |            |                                                                                      |                      |                      |                 |
| 6 | 6          | «Mrs X at the Gaslight» «Миссис X в „Газлайт“»                                       | Скотт Эллис          | Шила Р. Лоуренс      | 28 октября 2017 |
| Мидж регулярно развлекает людей (бесплатно) на вечеринках, устраиваемых её новыми друзьями по работе, вместе с Рэндаллом, комиком, который позже представляет её своему агенту Уильяму Моррису. Эйба принимают на работу в Bell Labs. Чтобы отпраздновать это событие, Мидж, её родители и брат Ноа, и его жена Астрид (нееврейка, принявшая иудаизм), обедают в китайском ресторане. Однако, ужин омрачен приходом Джоэла и Пенни Пэнн. Джоэл извиняется, затем замечает, что Мидж больше не носит обручальное кольцо. Сьюзи строго говорит Мидж, чтобы та бросила развлекать людей на вечеринках бесплатно и начала серьезно заниматься стендапом. Она злится, что Мидж встречалась с агентом Уильяма Морриса. Мидж со слезами на глазах извиняется, но настаивает на том, что Сьюзи должна оказывать поддержку, если они хотят стать профессиональными партнерами. Они мирятся и решают официально оформить свое партнерство. В музыкальном магазине люди смеются над записью предыдущих выступлений Мидж, собираясь продавать записи. |            |                                                                                      |                      |                      |                 |
| 7 | 7          | «Put That On Your Plate!» «Займитесь делом!»                                         | Дэниэл Палладино     | Дэниэл Палладино     | 28 октября 2017 |
| Мидж оттачивает свои комедийные навыки и примеряет на себя разные сценические имена, а Сьюзи хочет познакомить Мидж с комедианткой Софи Леннон. На работе идеи Джоэла приводят к продвижению проекта. Эйб приводит на ужин - специалиста по разводам. Роуз в ярости, когда Эйб сообщает ей, что Мидж отказалась помириться с Джоэлом. Джоэл, который расстался с Пенни Пэнн, говорит Эйбу, что теперь он может позволить себе поддержать Мидж и детей, хотя Эйб считает, что Джоэлу самому будет не на что жить. Мидж приезжает к Софи Леннон, и узнаёт, что в действительности она богатая и высокомерная выпускница Йельского университета. На сцене «Софи» — домохозяка в фальшивом костюме толстухи. Она говорит, что женщинам-комикам нужен фальшивый образ, чтобы добиться успеха. Позже, в клубе «Газлайт», Мидж высмеивает Софи Леннон, разоблачая её, в процессе. Агент Софи Гарри Дрейк, увидевший выступление, в ярости говорит испуганной Сьюзи, что им теперь закрыта дорога в стендап.                                      |            |                                                                                      |                      |                      |                 |
| 8 | 8          | «Thank You and Good Night» «Спасибо и доброй ночи»                                   | Эми Шерман-Палладино | Эми Шерман-Палладино | 28 октября 2017 |
| В баре Сьюзи и Мидж напиваются и беседуют о том, что Гарри Дрейк будет саботировать все выступления Мидж после её выпадов в сторону Софи. На следующий день похмельная Мидж устраивает вечеринку по случаю дня рождения Итана, после которой она проводит ночь с Джоэлом. Похоже, что они могут примириться, но после того, как Джоэл подслушивает запись выступления Мидж в магазине звукозаписей, он подавлен. Джоэл решает уйти с работы и заявляет об этом во время важного собрания. Между тем, Мидж попадает в черный список большинства нью-йоркских клубов. Сьюзи умоляет Ленни Брюса выступить в «Газлайт», чтобы привлечь зрителей и помочь Мириам. Он соглашается, и разогревающая речь Мидж имеет огромный успех. Джоэл появляется в «Газлайт» и наблюдает за выступлением Мидж. Уязвленный ее нелестными комментариями об их браке, он спорит с Сьюзи и покидает клуб. Мидж заканчивает стендап, представляя себя как "миссис Мейзел".                                                                                       |            |                                                                                      |                      |                      |                 |

### Сезон 2 (2018)
| № общий | № в сезоне | Название                                                                          | Режиссёр             | Автор сценария       | Дата премьеры  |
| --- | ---------- | --------------------------------------------------------------------------------- | -------------------- | -------------------- | -------------- |
| 9 | 1          | «Simone» «Симон»                                                                  | Эми Шерман-Палладино | Эми Шерман-Палладино | 5 декабря 2018 |
| Мидж понижают в должности до оператора колл-центра после того, как Пенни приходит к ней на работу и устраивает истерику в торговом центре, обвиняя Мидж в том, что Джоэл ушёл. Роуз расстроена безразличием своей семьи по отношению к ней и переезжает в Париж. Мидж и Эйб следуют за ней, чтобы убедить её вернуться домой, но безрезультатно. Сьюзи похищена людьми, работающими на Гарри Дрейка. Это месть за то, что Мидж оскорбила Софи Леннон во время своего выступления. Сьюзи удаётся подружиться с ними, и бандиты отпускают её. Мидж звонит Джоэлу из Парижа и пытается помириться с ним, но ничего не выходит. |            |                                                                                   |                      |                      |                |
| 10 | 2          | «Mid-way to Mid-Town» «На полпути в Мидтаун»                                      | Эми Шерман-Палладино | Эми Шерман-Палладино | 5 декабря 2018 |
| Мидж должна выступать в клубе, но её время отдают комикам-мужчинам, которые перед концертом пытались унизить её. Когда наступает время Мидж, она наносит ответный удар, её выступление имеет успех. Тем временем в Париже Роуз и Эйб приспосабливаются к новой жизни и восстанавливают связь друг с другом. В конце концов Эйб убеждает Роуз вернуться домой. В Нью-Йорке, Джоэл, временно живущий со своими родителями, обнаруживает несколько проблем в работе компании Maisel&Roth, однако его упрямые родители не согласны с ним. Джоэл показывает Мидж квартиру, которую он хочет купить для неё и их детей, но та отказывается. |            |                                                                                   |                      |                      |                |
| 11 | 3          | «The Punishment Room» «Комната наказаний»                                         | Скотт Эллис          | Дэниэл Палладино     | 5 декабря 2018 |
| Мидж получает временное повышение по работе, теперь она выполняет обязанности гардеробщицы, но дела быстро идут наперекосяк. Она помогает спланировать свадьбу своей коллеги, Мэри, но на церемонии произносит поздравительную речь, в которой позволяет себе пару рискованных шуток, чем очень сильно обижает невесту. Эйб приглашает Роуз пройти уроки искусства в Колумбийском университете. Но Роуз позволяет себе слишком вольные высказывания в диалоге с сокурсниками, она объясняет девушкам, что их образование не будет иметь смысла. После этого декан просит её покинуть университет. Джоэл решает изучить книгу бухгалтерского учёта своей мамы, Ширли, в которой указаны места, где его родители хранили деньги на протяжении многих лет. Сьюзи обнаруживает, что небольшой музыкальный магазин торгует записями первого выступления Мидж.                                |            |                                                                                   |                      |                      |                |
| 12 | 4          | «We're Going to the Catskills!» «Мы едем в Катскилл!»                             | Дэниэл Палладино     | Дэниэл Палладино     | 5 декабря 2018 |
| Вайсманы отправляются в ежегодный двухмесячный отпуск на курорт в горах Катскилл. Джоэл и Мейзелы тоже отдыхают там. Сьюзи следует за Мидж, выдавая себя за штатного сотрудника курорта, чтобы тайком забронировать площадки для выступлений. Мидж сопротивляется своим родителям, заставляющим её встретиться с Бенджамином Эттенбергом, нью-йоркским доктором, который по их мнению очень перспективен. |            |                                                                                   |                      |                      |                |
| 13 | 5          | «Midnight at the Concord» «Полночь в „Конкорде“»                                  | Эми Шерман-Палладино | Эми Шерман-Палладино | 5 декабря 2018 |
| Мидж мчится обратно в Нью-Йорк, когда ей звонят с работы и говорят, что им срочно требуется сотрудник на замену. После работы она встречается с Бенджамином, несмотря на её первоначальные опасения. Мидж возвращается в Катскилл, чтобы выступить в отеле, она уже начинает развлекать публику, но вдруг замечает, что Эйб сидит в первых рядах. Несмотря на это, она продолжает выступление. |            |                                                                                   |                      |                      |                |
| 14 | 6          | «Let's Face the Music and Dance» «„Предадимся музыке и будем танцевать“»          | Дэниэл Палладино     | Дэниэл Палладино     | 5 декабря 2018 |
| Напряжение между Мидж и Эйбом усиливается после того, как он узнаёт, что его дочь — комик. Что еще хуже, Эйб обнаруживает, что его сын, Ной тайно работает на ЦРУ. Джоэл продолжает приспосабливаться к новой холостяцкой жизни. Сьюзи чрезмерно погружается работу. |            |                                                                                   |                      |                      |                |
| 15 | 7          | «Look, She Made a Hat» «Смотрите, она сделала шляпку»                             | Джейми Бэббит        | Эми Шерман-Палладино | 5 декабря 2018 |
| Известный, но эксцентричный художник предлагает Мидж встретиться после того, как Бенджамин представляет её в обществе художников Нью-Йорка. Праздничный ужин в Йом-Кипур проходит крайне напряжённо. Сьюзи нужно собрать средства, чтобы они с Мидж могли отправиться в тур по городам. В отчаянии Сьюзи обращается за помощью к своей семье. |            |                                                                                   |                      |                      |                |
| 16 | 8          | «Someday...» «Однажды...»                                                         | Джейми Бэббит        | Кейт Фодор           | 5 декабря 2018 |
| Мидж и Сьюзи отправляются в тур, путешествуя в очень старом автомобиле. Скоро они обнаруживают, что гастроли сложнее, чем ожидалось. Джоэл приезжает и вмешивается от имени Мидж, когда владелец клуба отказывается ей платить. Мидж задумывается, стоит ли её растущий успех личной и семейной жизни. |            |                                                                                   |                      |                      |                |
| 17 | 9          | «Vote for Kennedy, Vote for Kennedy» «Голосуйте за Кеннеди, голосуйте за Кеннеди» | Дэниэл Палладино     | Дэниэл Палладино     | 5 декабря 2018 |
| Мидж получает первое в своей жизни приглашение на телевизионное шоу, благотворительный телемарафон по сбору средств. Прибыв на площадку, Мидж и Сьюзи обнаруживают, что Софи Леннон также участвует в марафоне. Они беспокоятся о том, что Софи всё ещё злится на них, их опасения подтверждаются. Джоэл слишком сильно погружается в дела своего отца и его компании. Мойше предлагает ему 60 тысяч долларов, чтобы сын покинул компанию и занялся тем, чем ему действительно хочется. Джоэл рассматривает возможность открытия клуба. Эйб не так счастлив в компании «Бэлл Лабс», как он представлял. После того, как разозлённая Софи вытесняет Мидж на самое позднее время, та превращает своё «наказание» в оглушительный успех. |            |                                                                                   |                      |                      |                |
| 18 | 10         | «All Alone» «В одиночестве»                                                       | Эми Шерман-Палладино | Эми Шерман-Палладино | 5 декабря 2018 |
| Роуз посещает своего знакомого экстрасенса, которая «видит» Мидж перед большой аудиторией. Роуз интерпретирует предсказание как свадьбу. Тем временем Бенджамин просит разрешения Эйба на свадьбу с Мидж, несмотря на то, что она все еще замужем за Джоэлом. Эйб хочет покинуть Бэлл Лабс и Колумбийский университет, чтобы вернуться к общественной деятельности. Софи Леннон просит Сьюзи стать её менеджером. Певец, Шай Болдуин просит Мидж принять участие в его шестимесячном туре по США и Европе; она сразу же соглашается. Мидж встречает Ленни Брюса в баре. Ленни удрученный и почти сломленный, говорит, что его опять пытаются арестовать, Мидж начинает сомневаться, нужен ли ей такой же успех. Тем временем Эйб даёт своё согласие на женитьбу Мидж и Бенджамина. Мидж приходит к Джоэлу после шоу Ленни и говорит, что ей нужно провести ночь с кем-то, кто любит ее. |            |                                                                                   |                      |                      |                |

### Сезон 3 (2019)
| № общий | № в сезоне | Название                                                           | Режиссёр             | Автор сценария       | Дата премьеры  |
| --- | ---------- | ------------------------------------------------------------------ | -------------------- | -------------------- | -------------- |
| 19 | 1          | «Strike Up the Band» «Играйте, музыканты»                          | Эми Шерман-Палладино | Эми Шерман-Палладино | 6 декабря 2019 |
| Мидж и Сьюзи прибывают на свое первое выступление совместно с Шаей Болдуином. Сьюзи получает гневный звонок от Софи Леннон. Роуз рассказывает Эйбу, что деньги из фонда её богатой семьи позволяли им вести роскошный образ жизни. Джоэл поначалу впечатлён местоположением своего ночного клуба, пока не обнаруживает, что по соседству находится нелегальное китайское казино. Мидж в ярости от того, что Сьюзи стала новым менеджером Софи. Эйб попадает на выступление Ленни Брюса и позже поддерживает стремление комика к свободе слова. |            |                                                                    |                      |                      |                |
| 20 | 2          | «It's the Sixties, Man!» «На дворе 60-е, чувак!»                   | Дэн Аттиас           | Дэниэл Палладино     | 6 декабря 2019 |
| Мидж всё ещё недовольна тем, что Сьюзи решила работать с Софи Леннон. Мириам приезжает домой и крайне удивляется, когда встречает там новых друзей Эйба, которые чувствуют себя как дома. Роуз отправляется в Провиденс, штат Оклахома, чтобы попросить свою богатую семью увеличить пособие по трастовым фондам. Но ей отказывают, из-за того, что она — женщина, Роуз рвёт все связи с семьёй и остаётся без дохода. Джоэла пытаются подкупить, его просят, чтобы он проигнорировал китайское казино по соседству. Сьюзи встречает Реджи, менеджера Шая Болдуина. Мидж соглашается с Сьюзи относительно её работы с Софи. |            |                                                                    |                      |                      |                |
| 21 | 3          | «Panty Pose» «Реклама трусиков»                                    | Дэниэл Палладино     | Дэниэл Палладино     | 6 декабря 2019 |
| Сьюзи встречается с Гарри Дрейком и его адвокатами, чтобы поговорить о работе с Софи. Дело в том, что у Гарри уже заключён контракт с этой артисткой и Софи не может нанять другого менеджера. Сьюзи вынуждена искать лазейку. Эйб и Роуз должны съехать из своей квартиры, из-за того, что Эйб больше не работает в Колумбийском университете, которому принадлежит квартира. Шай Болдуин и его команда летят в Лас-Вегас. Нью-Йоркское выступление Мидж не вызывает такого же ажиотажа в Вегасе. Реджи продолжает пристально следить за выступлениями и защищать Шая. Джоэл решает поесть в китайском ресторане, где случайно встречает Мэй, девушку работающую в подпольном китайском казино. Эйб и Роуз переезжают в свой новый дом. |            |                                                                    |                      |                      |                |
| 22 | 4          | «Hands!» «Руки!»                                                   | Дэниэл Палладино     | Дэниэл Палладино     | 6 декабря 2019 |
| Мидж адаптирует своё выступление для зрителей Лас-Вегаса. Эйб и Роуз на время перебираются в дом к Мойше и Ширли Мейзелам, но им очень тяжело ужиться всем вместе. Джоэл и Арчи старательно обустраивают клуб. Эйб стремится стать лидером движения левых. Сьюзи пытается воплотить мечту Софи о серьёзном выступлении на Бродвее. Джоэл приезжает к Мидж в Вегас, они напиваются и проводят ночь вместе. Утром они обнаруживают, что снова вступили в брак и тут же решают развестись. |            |                                                                    |                      |                      |                |
| 23 | 5          | «It's Comedy or Cabbage» «Или комик, или голубцы»                  | Эми Шерман-Палладино | Эми Шерман-Палладино | 6 декабря 2019 |
| Роуз думает, что её служанка, Зельда, подверглась дурному влиянию Ширли Мейзел. Эйб всё глубже погружается в левостороннее движение. Сьюзи в Нью-Йорке, она поддерживает Софи во время её репетиций на Бродвее. Ко всеобщему удивлению, Софи оказывается талантливой драматической актрисой. Между тем, Мидж узнает много нового о жизни в дороге. Мэй подслушивает, как Джоэл рассказывает Арчи о своих трудностях с получением лицензии на алкоголь. Мидж проводит незабываемый вечер с Ленни Брюсом, который сейчас живет в Майами. Вечер заканчивается тем, что Ленни говорит Мириам, что она потрясающе талантлива. |            |                                                                    |                      |                      |                |
| 24 | 6          | «Kind of Bleu» «Немного грустно»                                   | Эми Шерман-Палладино | Эми Шерман-Палладино | 6 декабря 2019 |
| Вайсманы сбегают из дома Мейзелов и отправляются к Мидж в Майами. Джоэл получает лицензию на алкоголь, но позже оказывается, что Мэй помогла ему с этим и между ними завязывается спор. Мидж помогает Шае Болдуину с его психологическими проблемами, она выясняет, что он гей и обещает сохранить это в тайне, так как это может разрушить его карьеру. После посещения своего старого друга драматурга, Эйб пишет статью о несправедливости, которая публикуется в «The New York Times». |            |                                                                    |                      |                      |                |
| 25 | 7          | «Marvelous Radio» «Чудесное радио»                                 | Дэниэл Палладино     | Дэниэл Палладино     | 6 декабря 2019 |
| В перерывах между выступлениями в туре Шаи, Мидж, возвращается в Нью-Йорк и принимает участие в записи рекламы для радиопередач. Эйб взволнован тем, что «The New York Times» опубликовали его статью. Вайссманы празднуют день рождения ребёнка Ноя и Астрид. Пристрастие Сьюзи к азартным играм проявляется всё сильнее. Софи Леннон дебютирует на Бродвее, но она боится, что не справится со сложной драматической ролью и во время выступления начинает паясничать, а позже переключается на своего комического персонажа. Отзывы ужасные, спектакль закрывается уже на следующий день. Сьюзи говорит Софи, что та сама разрушила свою возможность считаться серьёзной актрисой. |            |                                                                    |                      |                      |                |
| 26 | 8          | «A Jewish Girl Walks Into the Apollo…» «Еврейка в театре „Аполло“» | Эми Шерман-Палладино | Эми Шерман-Палладино | 6 декабря 2019 |
| Мидж и Джоэл не могут договориться отправлять ли им детей в частную школу на Манхэттене. Проходит торжественное открытие клуба Джоэла, во время которого случаются технические неполадки. Мидж спасает ситуацию блестящей импровизацией. Мойше соглашается продать Мириам её прежнюю квартиру, используя её контракт с Шаей Болдуином в качестве залога. Любовь Сьюзи к азартным играм приводит к тому, что она проигрывает все деньги Мидж. Сьюзи просит Джоэла стать единственным менеджером, контролирующим финансы Мириам, зная, что ему можно доверять. Статья Эйба вызывает такую бурную реакцию общественности, что его приглашают на должность театрального критика в журнал «The Village Voice». Мидж переживает из-за выступления на большой сцене, Реджи советует ей просто поговорить о Шае и туре. Мидж ошибочно полагает, что зрители знают о гомосексуальности Шая. Её выступление и отличные шутки имеют бешеный успех у аудитории, но позже Реджи выгоняет Мириам и Сьюзи из тура, так как это было слишком рискованно. |            |                                                                    |                      |                      |                |

### Сезон 4 (2022)
| № общий | № в сезоне | Название                                                                                  | Режиссёр             | Автор сценария                          | Дата премьеры   |
| --- | ---------- | ----------------------------------------------------------------------------------------- | -------------------- | --------------------------------------- | --------------- |
| 27 | 1          | «Rumble on the Wonder Wheel» «Cсора на чертовом колесе»                                   | Эми Шерман-Палладино | Эми Шерман-Палладино                    | 17 февраля 2022 |
| После того, как ее исключили из тура Шай Болдуина, Мидж выплескивает свой гнев и унижение на сцене. Ее еще больше бесит, что о ее увольнении заранее написали в газетах. Мидж требует от Сьюзи деньги за турне, которые, по незнанию Мидж, Сьюзи проиграла в азартные игры. Чтобы вернуть долг Мидж, Сьюзи пытается получить деньги по страховке за дом своей умершей матери, который они с сестрой Тесс сожгли. Сьюзи принуждает Тесс завести роман со страховым агентом, после того как тот высказывает подозрение о происхождении пожара. Китайские арендодатели Джоэла недовольны тем, что его успешный клуб привлекает нежелательное внимание к их нелегальному игорному притону; они намерены значительно повысить арендную плату Джоэла. Сьюзи одалживает у Джоэла деньги, чтобы вернуть долг Мидж, обещая возместить его. Мидж возобновляет свою комедийную карьеру, поклявшись быть только хедлайнером, а не открывашкой. |            |                                                                                           |                      |                                         |                 |
| 28 | 2          | «Billy Jones and the Orgy Lamps» «Билли Джонс и лампы с оргиями»                          | Дэниэл Палладино     | Дэниэл Палладино                        | 17 февраля 2022 |
| Мидж переезжает в свою старую квартиру, но доход у нее небольшой. Эйб и Роуз тоже переезжают, но настаивают на том, чтобы Мидж сказала, что они купили квартиру и она живет с ними. Софи Леннон, находящаяся в психиатрической клинике после катастрофы на Бродвее, отказывается расторгнуть контракт на управление ее и Сьюзи. Гарри Дрейк советует Сьюзи взять больше клиентов. Ширли пытается свести Джоэла с овдовевшей беременной женщиной. Мидж, которой надоело, что менее талантливые мужчины-комики получают концерты, прорывается на сцену в клубе. После насмешек над выступлением другого комика ее выгоняют, а затем ошибочно арестовывают за проституцию. После того как Сьюзи выручает Мидж, а также стриптизёршу, они оказываются за кулисами «Вулфорда», бурлеск-клуба на Манхэттене. Мидж видит возможность, когда конферансье объявляет, что это его последний вечер. Сьюзи получает деньги по страховке и возвращает долг Джоэлу. Эйб счастлив, работая в Village Voice. Он отдает свою первую мизерную зарплату Мидж, чтобы помочь оплатить домашние расходы. |            |                                                                                           |                      |                                         |                 |
| 29 | 3          | «Everything Is Bellmore» «Где угодно Беллмор»                                             | Дэниэл Палладино     | Дэниэл Палладино и Эми Шерман-Палладино | 17 февраля 2022 |
| Мидж становится конферансье "Вулфорда". Сотрудник Gaslight Джеки внезапно умирает; Сьюзи, слишком расстроенная, чтобы оставаться в их общей квартире, временно живет у Мидж. Базз Голдберг, продюсер летних шоу в Steiner's Resort, ставит мюзикл "Они пришли, они танцевали", который выходит на Бродвее. Газета Village Voice поручает Эйбу рецензировать шоу Базза. Мюзикл ужасен, и, чтобы отвести от себя резкую критику, Эйб вставляет в статью себя и актуальные социальные проблемы. Друзья и сторонники Базза в ярости от плохой рецензии и открыто унижают Эйба во время церемонии бар-мицвы. Сьюзи, удрученная тем, что на поминках Джеки присутствуют только она, Мидж, Честер и сестра Джеки, срывает еще одну начавшуюся службу и восхваляет Джеки перед незнакомыми людьми. Ленни навещает Мидж у Вулфорда и дает несколько полезных советов. Тем временем сервис Роуз по сватовству растет. Ашер Фридман звонит Эйбу по поводу его театральной рецензии. Эйб рассказывает, как два молодых анархиста совершили акт вандализма в федеральном здании в 1920-х годах, и теперь ФБР ведет расследование. |            |                                                                                           |                      |                                         |                 |
| 30 | 4          | «Interesting People on Christopher Street» «Интересные люди на Кристофер-стрит»           | Эми Шерман-Палладино | Дэниэл Палладино и Эми Шерман-Палладино | 17 февраля 2022 |
| Мидж давит на Бойса, менеджера "Вулфорда", требуя улучшить неуклюжую постановку клуба. Мэй сопротивляется знакомству с родителями Джоэла. Адвокат Майкл Кесслер уверяет Эйба и Ашера, что против них нет федерального дела, но ФБР хочет провести интервью, прежде чем закрыть дело. Во время ужина у Мидж, Ашер и Эйб вспоминают о своем юношеском радикализме. Эйбу неприятно напоминают, что Ашер и Роуз недолго встречались. Фрэнки и Ники находят для Сьюзи недорогое жилье, которое можно использовать в качестве делового офиса. Мидж, решив, что Сьюзи нуждается в общении, приводит ее в лесбийский клуб, что злит Сьюзи. Агент ФБР Уэббер уверяет Эйба и Ашера, что против них нет никакого дела. Эйб, все еще раздраженный тем, что Ашер когда-то встречался с Роуз, обвиняет Ашера в другом инциденте с анархистами, что, возможно, открывает новое расследование. Последующий спор Эйба и Ашера вдохновляет Ашера на написание новой пьесы. Софи Леннон просит Сьюзи возродить ее разрушенную карьеру. Тем временем Мидж улучшила общую деятельность Вулфорда. |            |                                                                                           |                      |                                         |                 |
| 31 | 5          | «How to Chew Quietly and Influence People» «Как жевать тихо и оказывать влияние на людей» | Скотт Эллис          | Кейт Фодор                              | 17 февраля 2022 |
| Мей соглашается встретиться с родителями Джоэла, но затем отменяет встречу. На свадебном приеме Шая Болдуина Мидж устраивает небольшой беспорядок, а затем наедине сталкивается с Шаем, который не знает, что она была приглашена. Мидж узнает, что новая команда менеджеров Шая уволила его старую группу и заменила Реджи, чтобы скрыть гомосексуальность Шая. Мидж отказывается от их выгодного предложения подписать соглашение о неразглашении информации о Шае. Роуз узнает, что Мидж работает в магазине Wolford's, а также находит многочисленные газетные вырезки Л. Роя Данэма, журналиста, который пренебрежительно отзывается о карьере Мидж. Роуз тайно наблюдает за выступлением Мидж в "Вулфорде", а затем беспокоится, что профессия дочери негативно скажется на ее растущем бизнесе по сватовству. Сьюзи уговаривает Софи принять участие в общенациональном телешоу "Шоу Гордона Форда". Софи завоевывает симпатию зрителей во время интервью Форда о ее срыве. Чтобы убедить Сьюзи продолжать быть ее менеджером, Софи посылает ей изысканные подарки. Сьюзи нанимает Дайну в качестве своего секретаря. Однажды поздно вечером, возвращаясь домой на такси, Мидж замечает кого-то на тротуаре и выскакивает из машины. |            |                                                                                           |                      |                                         |                 |
| 32 | 6          | «Maisel vs. Lennon: The Cut Contest» «Мейзел против Леннон»                               | Эми Шерман-Палладино | Эми Шерман-Палладино и Дэниэл Палладино | 17 февраля 2022 |
| Ленни Брюс просыпается в квартире Мидж с похмельем и растерянностью после того, как она нашла его пьяным на тротуаре. Его резкий уход злит Мидж. Сьюзи заказывает иллюзиониста Альфи в клуб Джоэла, но он "не пришел". Мидж сделала "Вулфорд" более прибыльным, и Сьюзи хочет, чтобы владельцы платили ей больше. Эйб пишет книгу и нанимает Имоджин в качестве машинистки. Группа конкурирующих нью-йоркских свах требует, чтобы Роуз уволилась. Мэй сообщает Джоэлу о своей беременности. Сьюзи, надеясь на национальную известность, пытается устроить Мидж на "Шоу Гордона Форда". Мидж просит журналиста Л. Роя Данэма прекратить ее постоянные печатные нападки, но Данэм отказывается, утверждая, что Мидж - "хорошая копия". Чтобы заманить Сьюзи обратно в качестве своего менеджера, Софи, которая теперь ведет телевизионное игровое шоу, нанимает Мидж в качестве комика для разогрева аудитории. Зрители обожают Мидж, заставляя ревнивую Софи вклиниться в ее выступление и спровоцировать язвительные разборки между комиками. |            |                                                                                           |                      |                                         |                 |
| 33 | 7          | «Ethan...Esther...Chaim» «Итан… Эстер… Хаим»                                              | Дэниэл Палладино     | Дэниэл Палладино                        | 17 февраля 2022 |
| Короткая романтическая встреча Мидж внезапно заканчивается, когда домой неожиданно возвращается жена мужчины. Доходы клуба "Баттон" Джоэла похищены, что подрывает его финансы. Соперники Роуз по сватовству нападают на Эйба в очередной попытке заставить Роуз уйти. Мидж выступает на предвыборном мероприятии Кеннеди, но ее шутка про мужа-изменника расстраивает Джеки Кеннеди. Мидж, ее родители, Ной и Астрид посещают выступление иллюзиониста Альфи. Альфи гипнотизирует Роуз на сцене и требует, чтобы она повторила то, что делает Мидж. Роуз неосознанно имитирует выступление Мидж в стрип-клубе перед семьей, унижая их и шокируя Мидж тем, что ее мать видела ее выступление. Сьюзи пересматривает решение об увольнении Дайны после того, как та знакомит Сьюзи с новым многообещающим комиком. Фрэнк и Ники предупреждают Мидж, что семья Мэй опасна. Ленни Брюс должен выступить в Карнеги-холле. В клубе Джоэл рассказывает Мойше о нем и Мей. Мойше внезапно падает на пол без сознания. |            |                                                                                           |                      |                                         |                 |
| 34 | 8          | «How Do You Get to Carnegie Hall?» «Как попасть в Карнеги-холл»                           | Эми Шерман-Палладино | Эми Шерман-Палладино                    | 17 февраля 2022 |
| Пока Мойше лежит без сознания в больнице после сердечного приступа, Эйб размышляет о наследии этого человека и пишет преждевременный некролог. Ленни Брюс навещает Мидж за кулисами "Вулфорда", извиняется за свое поведение и говорит, что рекомендовал Мидж заменить его в качестве открывающего выступления Тони Беннетта в "Копакабане". Когда полиция внезапно совершает рейд в "Вулфорд", Мидж и Ленни убегают, оказываются в его гостиничном номере и занимаются сексом. Мидж обнаруживает пузырек для инъекций и шприц в дорожном чемодане Ленни, хотя он отмахивается от ее беспокойства. Мойше приходит в себя и глубоко тронут некрологом Эйба. Мойше говорит, что Мэй должна стать еврейкой, прежде чем Джоэл расскажет о ней своей матери Ширли. Получив поддержку Эйба, дерзкая Роза сообщает другим свахам, что она не уйдет. Выступление Ленни в Карнеги-холле проходит с успехом. После выступления Ленни упрекает Мидж в том, что она отказалась от Тони Беннетта и других концертов, советуя ей перестать бояться неудач и начать выступать. После этого Мидж начинает выступать в "Шоу Гордона Форда". |            |                                                                                           |                      |                                         |                 |

### Сезон 5 (2023)
| № общий | № в сезоне | Название                                                                | Режиссёр               | Автор сценария                          | Дата премьеры  |
| ------- | ---------- | ----------------------------------------------------------------------- | ---------------------- | --------------------------------------- | -------------- |
| 35      | 1          | «Go Forward» «Иди вперед»                                               | Эми Шерман-Палладино   | Эми Шерман-Палладино                    | 14 апреля 2023 |
| 36      | 2          | «It's a Man, Man, Man, Man World» «Это мужской, мужской, мужской мир»   | Дэниэл Палладино       | Дэниэл Палладино                        | 14 апреля 2023 |
| 37      | 3          | «Typos and Torsos» «Опечатки и торсы»                                   | Дейзи фон Шерлер Майер | Дэниэл Палладино и Эми Шерман-Палладино | 14 апреля 2023 |
| 38      | 4          | «Susan» «Сьюзан»                                                        | Эми Шерман-Палладино   | Эми Шерман-Палладино                    | 21 апреля 2023 |
| 39      | 5          | «The Pirate Queen» «Королева пиратов»                                   | Скотт Эллис            | Айзек Оливер                            | 28 апреля 2023 |
| 40      | 6          | «The Testi-Roastial» «Полная прожарка»                                  | Дэниэл Палладино       | Дэниэл Палладино                        | 5 мая 2023     |
| 41      | 7          | «A House Full of Extremely Lame Horses» «Дом, полный бесполезных кобыл» | Эми Шерман-Палладино   | Эми Шерман-Палладино                    | 12 мая 2023    |
| 42      | 8          | «The Princess and the Plea» «Принцесса и просьба»                       | Дэниэл Палладино       | Дэниэл Палладино                        | 19 мая 2023    |
| 43      | 9          | «Four Minutes» «Четыре минуты»                                          | Эми Шерман-Палладино   | Эми Шерман-Палладино                    | 26 мая 2023    |

## Съёмки
В третьем сезоне сериала была переснята сцена в ресторане из культового фильма «Я — Куба» ( Оригинал,  Ремейк), где исполняется песня «Loco amor» (которая в свою очередь является переводом « Crazy love» Пола Анки).

## Награды и номинации
- 2018 — 8 прайм-таймовых премий «Эмми»: лучший комедийный сериал, лучшая актриса в комедийном сериале (Рэйчел Броснахэн), лучшая актриса второго плана в комедийном сериале (Алекс Борштейн), лучшая режиссура комедийного сериала (Эми Шерман-Палладино за серию «Pilot»), лучший сценарий для комедийного сериала (Эми Шерман-Палладино за серию «Pilot»), лучший кастинг для комедийного сериала, лучший монтаж для комедийного сериала, лучший музыкальный надзор. Кроме того, сериал получил 6 номинаций.
- 2018 — две премии «Золотой глобус» за лучший комедийный сериал и за лучшую женскую роль в комедийном сериале (Рэйчел Броснахэн).
- 2018 — премия Пибоди в области телевидения.
- 2018 — номинация на премию Гильдии режиссёров США за лучшую режиссуру комедийного сериала (Эми Шерман-Палладино за серию «Pilot»).
- 2019 — 8 прайм-таймовых премий «Эмми»: лучшая актриса второго плана в комедийном сериале (Алекс Борштейн), лучший актёр второго плана в комедийном сериале (Тони Шалуб), лучшая приглашенная актриса в комедийном сериале (Джейн Линч), лучший приглашенный актер в комедийном сериале (Люк Кёрби), лучшая операторская работа (Дэвид Маллен за серию «Simone»), лучшие исторические костюмы (эпизод «We're Going to the Catskills!»), лучшие прически (эпизод «We're Going to the Catskills!»), лучший музыкальный надзор. Кроме того, сериал получил 12 номинаций.
- 2019 — премия «Золотой глобус» за лучшую женскую роль в комедийном сериале (Рэйчел Броснахэн), а также две номинации за лучший комедийный сериал и за лучшую женскую роль второго плана в сериале или телефильме (Алекс Борштейн).
- 2019 — три премии Гильдии киноактёров США: лучший актёрский ансамбль в комедийном сериале, лучшая женская роль в комедийном сериале (Рэйчел Броснахэн), лучшая мужская роль в комедийном сериале (Тони Шалуб). Кроме того, сериал был номинирован в категории «лучшая женская роль в комедийном сериале» (Алекс Борштейн).
- 2019 — две номинации на премию Гильдии режиссёров США (Дэниел Палладино за серию «We're Going to the Catskills!», Эми Шерман-Палладино за серию «All Alone»).
- 2019 — премия Гильдии сценаристов США за лучший комедийный сериал.
- 2019 — премия AFI Awards за лучшую телепрограмму года.
- 2020 — 4 прайм-таймовые премии «Эмми»: лучшая операторская работа (Дэвид Маллен за серию «It's Comedy or Cabbage»), лучший грим, лучший музыкальный надзор, лучшее микширование звука. Кроме того, сериал получил 16 номинаций.
- 2020 — две номинации на премию «Золотой глобус» за лучший комедийный сериал и за лучшую женскую роль в комедийном сериале (Рэйчел Броснахэн).
- 2020 — две премии Гильдии киноактёров США за лучший актёрский ансамбль в комедийном сериале и за лучшую мужскую роль в комедийном сериале (Тони Шалуб), а также номинации за лучшую женскую роль в комедийном сериале (Рэйчел Броснахэн и Алекс Борштейн).
- 2020 — три номинации на премию Гильдии режиссёров США (Дэниел Палладино за серию «Marvelous Radio», Эми Шерман-Палладино за серию «It's Comedy or Cabbage», Дэниел Аттиас за серию «It's the Sixties, Man!»).
- 2022 — 12 номинаций на прайм-таймовые премии «Эмми».
- 2023 — 2 прайм-таймовые премии «Эмми» за лучшую операторскую работу (Дэвид Маллен за серию «Four Minutes») и за лучший грим, а также 12 номинаций.
- 2023 — номинация на премию Гильдии киноактёров США за лучшую женскую роль в комедийном сериале (Рэйчел Броснахэн).
- 2023 — номинация на премию Гильдии режиссёров США за лучшую режиссуру комедийного сериала (Эми Шерман-Палладино за серию «How Do You Get to Carnegie Hall?»).
- 2024 — номинация на премию «Золотой глобус» за лучшую женскую роль в комедийном сериале (Рэйчел Броснахэн).
- 2024 — две номинации на премию Гильдии киноактёров США за лучшую женскую роль в комедийном сериале (Рэйчел Броснахэн и Алекс Борштейн).

## Отзывы критиков
На сайте Rotten Tomatoes 1-й сезон получил рейтинг 96 % на основе 67 обзоров со средним рейтингом 8,2/10. Консенсус таков: «„Удивительная миссис Мейзел“ — воодушевляющая добавка к оригинальным предложениям [сериалам] Amazon’а, раскрученный игривой, но колкой актёрской игрой Рэйчел Броснахэн».
В Metacritic сериал оценен на 80 баллов из 100 по рецензиям 26 критиков, указывающих на «в целом благоприятные отзывы».
Пилотный эпизод был одним из самых успешных в Amazon Video, достиг среднего рейтинга зрителей 4,9 (из 5). Обзор пилота в The Guardian похвалил «комбинацию диалога Шерман-Палладино и совершенно выигрывающего очарования Броснахэн», в то время как AV Club похвалил «выдающуюся» работу художников и сказал: «Этот сериал такой же уверенный, как и его героиня, и какая же она героиня. Мидж уже многослойна, противоречива, весела и очаровательна». Критик для Slate назвал эпизод «нокаутом», заявив, что «элемент стендапа открывает струю направления, как словесную, так и тематическую, в очаровательной, но маниакальной работе Шерман-Палладино».
The Jerusalem Post подчеркнуло исключительно хорошо отображение «еврейства» в произведении, назвав его «комедийным наслаждением шоу», сочетающим умение Шермана-Палладино подать остроумный диалог с красочным, богатым миром Нью-Йорка 1950-х годов и интенсивностью семейной драмы, и сменой времён".
NPR также подчеркнули эффективность комедии в сериале, назвав ее «героической фантазией».